# منی کورپوریشن
منی کورپوریشن (انگلیسی: Meny Corporation) شرکت خرده‌فروشی نروژی است، که در سال ۱۹۹۲ تأسیس شد.